# Asti Rugby
L'Asti Rugby (Associazione Sportiva Dilettantistica Asti Rugby) è una società sportiva di rugby della città di Asti nata nel 1981 grazie all'idea di un pugno di appassionati già giocatori della massima divisione. Camillo Goria (poi capitano storico della squadra), Gianfranco Bonino (primo allenatore e poi presidente, già del CUS Torino in serie A, poi nella massima serie in Francia), Marco Barla (dirigente fondatore). A loro si deve l'inizio dell'avventura rugbistica astigiana ed anche la creazione dello stemma che ancora oggi onora le casacche dei galletti.

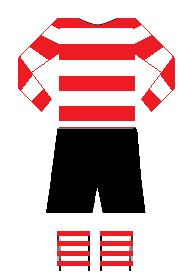
Prima uniforme di gara campionato 1981-82

La prima formazione che esordì nel campionato di C era composta da atleti tutti di formazione agonistica provenienti da diverse discipline: nuoto, atletica, calcio. L'età media era di 18 anni, schierava il capitano Camillo Goria diciannovenne ("decano" del gruppo) ed i quindicenni, che arrivavano dal nuoto, Enrico Manfredi ed Alessandro Musso seconde linee che, fanno notare le cronache dell'epoca, erano con il tallonatore Venezia i più giovani in assoluto ad essere organici alla prima (ed unica) squadra.
La prima formazione a scendere in campo ed a inaugurare la storia del rugby Astigiano fu la seguente: Goria, Fabrizio e Vittorio Di Bucci, Benzi, Sandro e Roberto Musso, Levo, Lino Oliva, Russelli, Venezia, Boccignone, Cavone, Manfredi, Bisio, Avataneo, Fasano, Rosina, Gambino, Muscato, Carafa, Barbaro, Fea, Olivero, Santo, Spera, Gualtieri, Graziano, Robella (migliore realizzatore detto "piedino d'oro"). allenatore G. Bonino. L'esordio in casa avvenne il 6 dicembre 1981 contro il Novi Ligure, partita dominata atleticamente dall'Asti Rugby ma persa nel punteggio 4-16 pagando l'inesperienza degli esordi. La prima meta della storia dell'Asti Rugby venne segnata da Giuseppe Boccignone lanciato sulla tre quarti dopo una felice azione di mischia a centro campo.
È giusto ricordare che le cronache sportive astigiane menzionano una squadra di rugby locale già negli anni Trenta.

Dopo un periodo interlocutorio di riassetto dirigenziale ed organizzativo, nel 1988, arrivano i primi risultati sportivi culminati nel 1999 con la conquista del campionato regionale di Rugby Seven.

Nella stagione 2002/2003, guidati dall'allenatore, ex azzurro Loris Salsi, la squadra raggiunge la promozione in serie B.
Il ruolino di marcia di quell'anno è trionfale: diciotto partite vinte su venti disputate.
Nel 2004, la società trasferisce le partite casalinghe presso il campo sportivo Comunale di Costigliole d'Asti.

Nella stagione 2006/2007, l'Asti rugby ha sfiorato la promozione in serie A perdendo la doppia sfida ai play-off contro il Rugby Livorno, secondo classificato del girone B.

Anche nella stagione 2008-09 l'Asti rugby è giunto alle finali per la promozione in A, venendo superata soltanto nella doppia finale dal CUS Verona.
La FIR ha però "ripescato" l'Asti, a causa di rinunce di altre squadre, e pertanto nel 2009-2010 la società astigiana disputerà, per la prima volta nella sua storia, il campionato di serie A (girone 2).